# Cataglyphis alibabae
Cataglyphis alibabae é uma espécie de inseto do gênero Cataglyphis, pertencente à família Formicidae.